# Mulay Muhammad II
Mulay Muhàmmad ibn Alí aix-Xarif as-Sijilmassí (àrab: محمد بن علي الشريف السجلماسي, Muḥammad b. ʿAlī ax-Xarīf as-Sijilmāsī), conegut també com Muhàmmad II (dècada del 1630 - 2 d'agost de 1664), fou caid de Tafilalt, fill i successor de mulay Muhàmmad I.
El seu pare va agafar el poder a la regió de Tafilelt el 1631, residint a Sigilmasa, però li era disputat per la gent de Tabuasamt i va haver de fer aliança amb Sidi Ali ibn Muhammad, que havia assolit el poder al Sus. Aquesta aliança protegia al xerif de Tafilelt i la gent de Tabuasamt van pensar la manera com podrien trencar-la i van decidir fer submissió al caid del Sus. En aquesta situació el fill de Muhammad al-Sharif, Abd Allah Mulay Muhammad II, va reunir 200 homes i va atacar per sorpresa Tabuasamt; va derrotar els guerrers, va ocupar la fortalesa i va massacrar la població, obtenint un considerable botí (1636).
Sid Ali va reaccionar amb fúria i va ordenar al seu delegat a Sigilmasa fer presoner a Muhammad al-Sharif i enviar-lo al Sus. Així es va fer i Muhammad al-Sharif fou enviat a presència de Sidi Ali que el va tenir com un any presoner fins que el seu fill va pagar un considerable rescat per alliberar-lo (1637/1638). Durant aquest temps el fill ja va tenir el control efectiu del govern al Talfilalt, i amb el botí de Tabuasamt va poder reunir un petit exèrcit, però sobretot se li van unir gent de les tribus del Talfilalt que eren hostils a Sidi Ali, perquè la gent d'aquest abusaven del poder i cobraven tants impostos com podien, generalment injustos i a vegades estrambòtics només per recaptar (a l'estiu un impost per estar a l'ombra i a l'hivern un impost per estar al sol) i quan Muhammad al-Sharif va tornar a Sigilmasa va renunciar definitivament al poder en favor del seu fill. Les forces d'aquest van expulsar a les de Sidi Ali, rebent Muhammad II formalment el jurament dels habitants de Tafilalt (1640/1641).
Va lluitar contra Sidi Ali al qual finalment va aconseguir arrabassar la regió del Dra i va estendre els territoris controlats per la seva nissaga cap al Muluya.
El 1646 es va enfrontar a Abu-Abd-Al·lah Muhàmmad al-Hajj, xeic de la zawiya d'al-Dila, que el va derrotar en la batalla d'al-Ghara. Al-Hajj va ocupar momentàniament Sigilmasa, però finalment es va signar un tractat de pau que establia un repartiment de territoris permanent: la zona entre el Sàhara i el Djabal Ayyash seria per Muhammad, i el territori a l'altre costat de les muntanyes Ayyash seria per la zawiya; cinc districtes serien cedits per Muhammad a la zawiya, amb la condició que els seus habitants no haguessin de lluita mai contra ell: Ouled Aissa, Kasr Essuk, Kasr Benit Uthman, Kasr Halima i Isir Ferkla.
Aquest pacte no va durar gaire i poc després Muhammad II atacava el Ouled Aissa. Al-Hajj va marxar contra el xerif disposat a posar final al poder d'aquest; però el poder de Muhammad II havia crescut i els habitants de Fes i del Gharb van decidir sometre's a la seva autoritat i li van jurar lleialtat, entrant a Fes el 10 de juliol de 1649. Les forces d'al-Hajj i Muhammad II es van trobar a la rodalia de la ciutat el 19 d'agost de 1649. Muhammad II va patir una seriosa derrota i es va haver de retirar cap a Sigilmasa i Fes es va haver de sotmetre a al-Dila novament. Des de llavors Muhammad es va acontentar de governar al Tafilalt i el Draa.
El seu germà Sultan Mulay Muhammad al-Rashid ibn Sharif (Mulay al-Rashid) es va revoltar amb el suport dels àrabs de l'Angad, però fou derrotat i va abandonar Sigilmasa per temor a la seva vida, anant de ciutat en ciutat amb uns pocs seguidors; un dia va arribar a la kasba d'Ibn Mechal on hi havia un jueu molt ric; va trobar la manera de portar-lo a un parany i el va matar apoderant-se de les seves riqueses. Amb aquests diners va poder reunir una banda militar i va anar adquirint poder, i el seu nom cada vegada era conegut més lluny.
Muhammad II temia un atac sobtat del seu germà i va decidir atacar-lo a la plana d'Angad el 2 d'agost de 1664. Només iniciar-se la lluita Muhammad II va morir d'un tret i les seves forces es van desbandar, i finalment es van unir a al-Rashid.
Muhammad II va deixar un fill, Sidi Muhammad al-Saghir ibn Muhammad que en les seves absències va ser el seu khalifa (delegat) a Tafilelt i que va provar de succeir-lo, però no va aconseguir el suport dels guerrers i al-Rashid va assolir el poder.